# أشطاط (تاغزوت ن آيت عطا)
أشطاط هي إحدى مشيخات المملكة المغربية، تتبع جغرافيا لإقليم تنغير وإداريًا لتاغزوت ن آيت عطا. يقدر عدد سكانها بـ 2398 نسمة حسب الإحصاء الرسمي للسكان والسكنى لسنة 2004.